# Плужна підошва

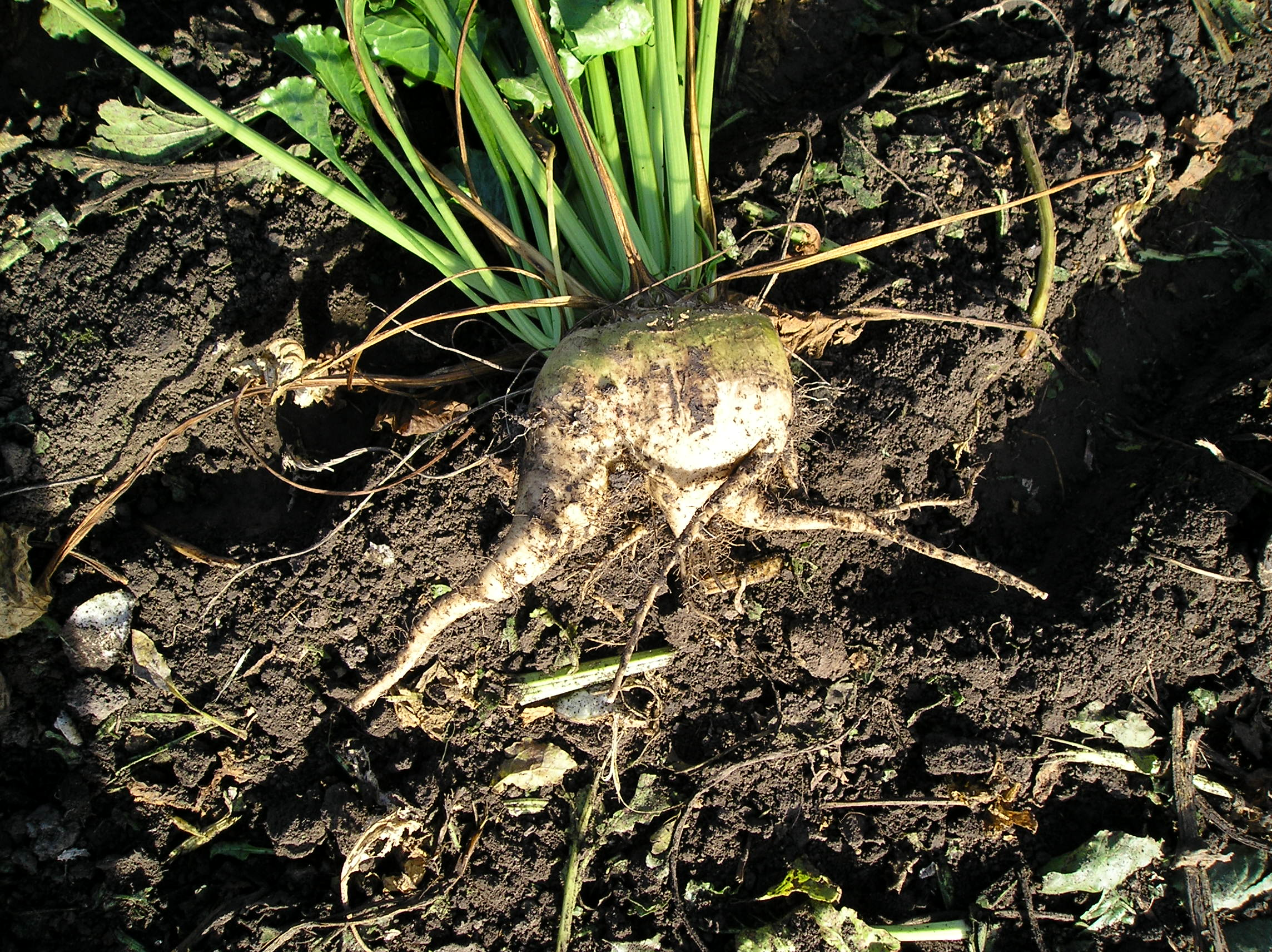
Роздвоєний корінь цукрового буряка, що виріс на полі з плужною підошвою.

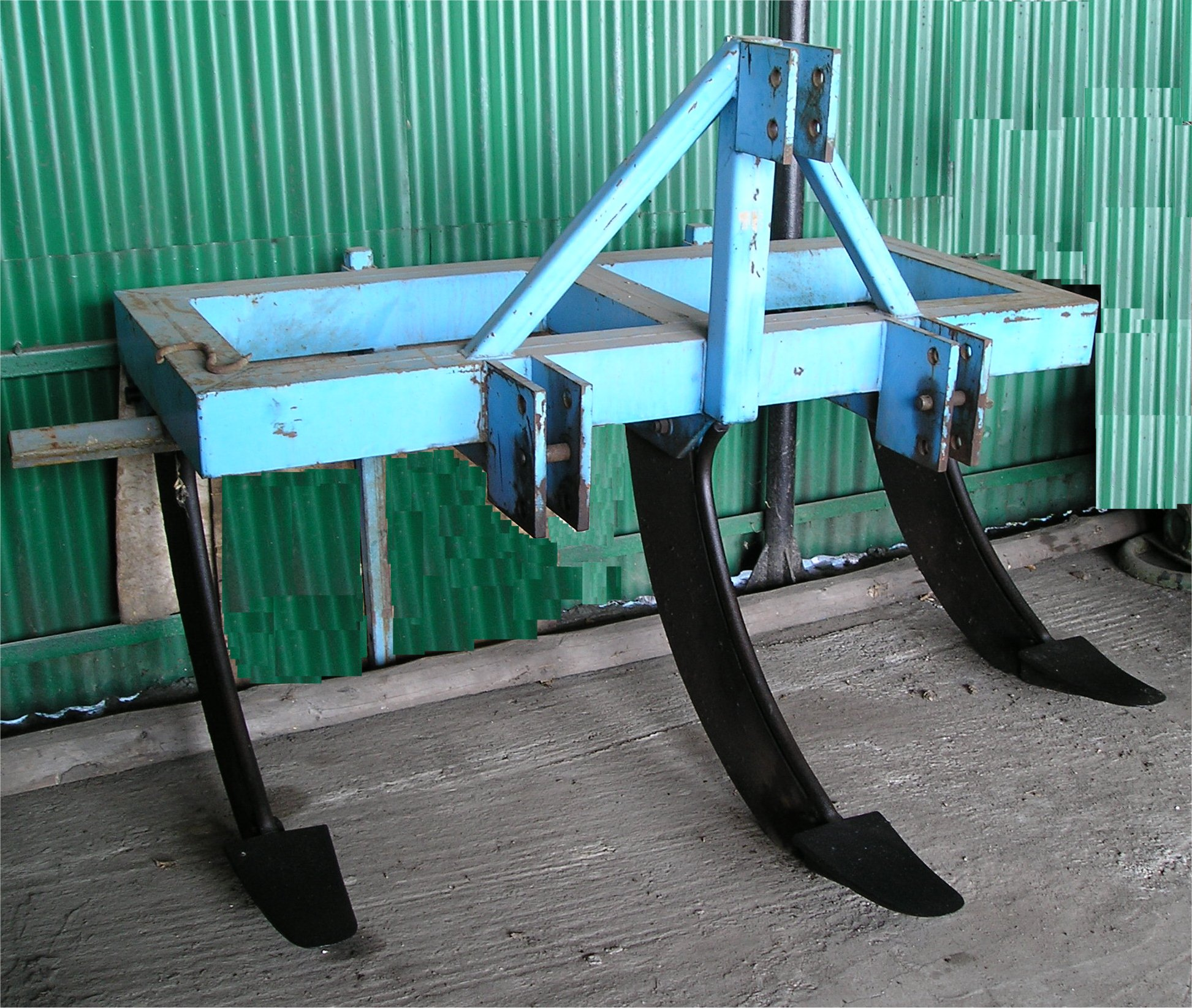
Глибокорозпушувач для розпушування нижніх шарів ґрунту.

Плужна підошва — ущільнений і збитий шар ґрунту, що знаходиться під дном борозни між орним і підорним шаром.
Виникає в результаті багаторічної оранки на ту ж саму глибину і утрамбовування дна борозни колесами трактора і полозом плуга. У плужній підошві затримуються спливні і пилові частинки, що підвищують її щільність. Це ущільнення негативно впливає на повітряно-водяний обмін, закриваючи капіляри і зменшуючи доступ води. Плужна підошва характеризується гіршою провітрюваністю, водопроникністю і водомісткістю порівняно з орним шаром і глибшими шарами ґрунтового профілю.
Виникненню плужної підошви перешкоджає оранка на різну глибину, оранка з ґрунтопоглиблювачем, розпушування підошви кожні 4-5 років глибокорозпушувачем, використовування тракторів, які пересуваються виключно цілиною, не заїжджаючи на борозну. Використовування ґрунтопоглиблювача дає короткотривалий ефект, запобігти утворенню підошви можна глибоким розпушуванням. Вона негативно впливає на врожай культур, наприклад, може викликати деформацію коріння (роздвоєння).
Плуги можуть бути споряджені елементами, що протидіють виникненню й уможливлюють зменшення підошви: долотами на лемешах, які зорюють глибше вузьку смугу скиби або ґрунтопоглиблювачами, що врізаються в ґрунт нижче глибини оранки, не перегортаючи скиби. На піщаних ґрунтах глибоке розпушування не проводять, оскільки плужна підошва сприяє зберіганню поживних складників і пилових та мулястих частинок, запобігаючи їхньому спливанню до підґрунтя.